# Faro di Royal Sovereign
Il faro di Royal Sovereign è un faro offshore situato nel canale della Manica circa 9 km al largo di Eastbourne, nell'East Sussex, Inghilterra. È stato costruito per segnalare una pericolosa secca da cui prende il nome, nota appunto come "Royal Sovereign Shoal" ed è amministrato da Trinity House, l'autorità britannica per i fari.

## Storia
La secca di Royal Sovereign era segnalata fin dal 1875 da navi-faro di Trinity House che si susseguirono nel compito di avvisare le navi di passaggio. Inizialmente la caratteristica del segnale fu stabilita in una sequenza di tre lampi bianchi in un periodo di un minuto; nel 1875 il periodo venne ridotto a 45 secondi. Dal novembre 1946 al dicembre 1948 fu la nave-faro LV1 "Mary Mouse 2", appena varata, a indicare la secca; dopo essere stata spostata in differenti locazioni la LV1 tornò a marcare la Royal Sovereign Shoal dal giugno all'ottobre del 1970. Nel 1971 entrò in funzione l'attuale faro in calcestruzzo, progettato da "William Halcrow and Partners" di Londra e costruito da "Christiani & Nielsen". Il faro fu prefabbricato in due sezioni sulla spiaggia di Newhaven: la base con il pilone, galleggiante, fu rimorchiata sul posto ed affondata su un'area pianeggiante del fondale; sopra il pilone fu montata la sovrastruttura costituita dalla piattaforme e dalla torre del faro. Il pilone, dotato di una sezione telescopica estendibile, venne quindi alzato di 13 metri e fissato in posizione.
I guardiani facevano turni di un mese nel faro e un mese a terra, i rifornimenti personali di cibo e vestiario venivano portati in occasione del cambio di equipaggio: inizialmente la carne dovette essere salata per la conservazione, ma in seguito furono installati frigoriferi e congelatori. Nel corso degli anni si consolidò l'abitudine in occasione del Natale di recapitare doni e generi alimentari tramite l'equipaggio della imbarcazione di salvataggio di Eastbourne, cortesemente offerti da amici, parenti e sostenitori a terra. 
Nell'autunno 1994 il faro venne automatizzato e la sua portata fu ridotta alle attuali 12 miglia nautiche; successivamente fu convertito ad energia solare.
Nel 2008 un'ispezione strutturale ha rivelato fenomeni di corrosione sul pilone, per questo motivo nell'agosto 2010, dopo un'ulteriore indagine sono stati eseguiti lavori di ripristino del calcestruzzo.

## Struttura
Si tratta di una piccola torre a pianta ottagonale sormontata dalla lanterna, posta su un angolo di un edificio rettangolare ad un piano che ospita al suo interno gli alloggi per i guardiani ed alcuni locali di servizio; il cui tetto costituisce una piattaforma per l'atterraggio di elicotteri. La piattaforma è sostenuta al di sopra dell'altezza massima delle onde da un grosso pilone centrale in calcestruzzo. Tutta la sovrastruttura al di sopra del pilone è dipinta di bianco con una striscia rossa orizzontale sulla torre.

## Segnale
Il nuovo faro aveva una caratteristica differente dalle navi-faro che lo avevano preceduto, che mantiene tuttora: un lampo bianco della durata di mezzo secondo con un periodo di 20 secondi. 
Inizialmente la luce era generata da una lampada da 1000W che produceva un fascio con intensità di due milioni e mezzo di candele. In caso di guasto alla lampada, un dispositivo cambia-lampada automatico la sostituiva immediatamente con una seconda di scorta. Poco prima dell'automazione, nel 1994, la sorgente luminosa fu sostituita da una lampada ad arco da 400 W, che produceva però la stessa intensità luminosa della precedente.
In occasione dell'automazione del faro, la sua portata venne ridotta da 28 miglia alle attuali 12 miglia; il gruppo ottico attuale dispone di un dispositivo cambia-lampada a 6 posizioni.
Anche il segnale da nebbia ad aria venne sostituito con uno elettrico con rivelatore di nebbia.
Dopo l'automazione, il funzionamento è stato convertito ad energia solare: su lato sud della piattaforma sono stati installati una fila di pannelli fotovoltaici montati su una struttura metallica.